# Помічник комісара поліції
Помічник комісара поліції — звання та посадовий ранг в поліції багатьох країн світу, таких як Велика Британія, США.

## Помічники комісарів за країною

### Велика Британія

Знаки розрізнення помічника комісара Столичної поліції Лондона

Знаки розрізнення помічника комісара Лондонського Сіті

Помічник комісара (англ. Assistant commissioner) — це ранг у поліції поліції Лондонського Сіті та Столичної поліції Лондона, але відсутній інших територіальних підрозділах поліції Великої Британії та коронних володінь (констебльствах). Помічник комісара третій за значенням ранг у Лондонській столичній поліції. Ранг помічника комісара, також присутній в поліції Лондонського Сіті, де є другим за значенням рангом, який знаходиться на один штабель нижче від комісара поліції.

#### Знаки розрізнення
У поліції Великої Британії знаки розрізнення рангів до головного суперінтенданта (включно) однакові в усіх відомствах. У констебльствах рангами старше ніж головний суперінтендант, є головний констебль, його заступник та помічники. У Столичній поліції Лондона та в поліції Лондонського Сіті звання яке вище за головного суперінтенданта, це командер. Так як у цих поліцейських відомствах між званням командера та комісара різна кількість проміжних звань (одне в Столичній поліції, та три в поліції Сіті), то знаки розрізнення цього рангу в цих двох відомствах мають різний вигляд.
Знаком рангу, який використовує помічник комісару поліції столичної поліції Лондона, є схрещені жезли у лавровому вінку, вище яких розміщується корона. Також такі знаки розрізнення використовують головні констеблі. Ці знаки розрізнення схожі на знаки британського армійського генерал-лейтенанта. Знаки розрізнення в міський поліції Лондона, як і поліції констебльств вироблені зі сріблястого металу.
Знаком рангу, який використовує помічник комісару поліції поліції Лондонського Сіті, є схрещені жезли у лавровому вінку, вище яких розміщена чотирипроменева зірка Лазні. У Столичній поліції такі знаки розрізнення використовують заступники помічника комісара, а в констебльствах заступники головного констебля. Ці знаки розрізнення схожі на знаки розрізнення британського військового генерал-майора. Знаки розрізнення в поліції Лондонського Сіті з золотистого металу.

### Австралія
Федеральна поліція Австралії, а також автономні підрозділи поліції штатів та територій підпорядковуються комісарам. Помічник комісара поліції є третім за значенням рангом після комісара та заступника комісара. Нижчим по відношенню до помічника комісара є ранг командера (Федеральна поліція Австралії, поліція Південної Австралії, Вікторії, Тасманії, Південної Австралії), головного суперінтенданта (поліція Нового Південного Уельса, Квінсленда).
Знаки розрізнення вищого керівного складу (комісари, їх заступники та помічники) поліції територіальних одиниць (штатів) побудовані на одній основі, з варіаціями у вигляді різних форм зірок та вінків, та однакові за рангом. На відміну від них вищий командний склад Федеральної поліція Австралії має знаки розрізнення на яких ранги позначаються вищими на одну ступінь. У поліції Нового Південного Уельса, у зв'язку з тим, що присутнє звання (відсутнє в інших австралійських поліцейських службах) старшого помічника комісара, старшими на ступіть позначаються лише ранги заступника комісара та комісара (як у федеральній поліції).
Знак звання, який використовують помічники комісарів у федеральній поліції Австралії, є схрещені жезли у лавровому вінку, над якими чотирипроменева зірка Лазні. Ці знаки розрізнення схожі на знаки розрізнення британського та австралійського військового генерал-майора.
У всіх інших територіальних поліцейських силах знаки розрізнення помічника комісара, є схрещені жезли у лавровому вінку. Ці знаки розрізнення схожі на попередні знаки розрізнення британського та австралійського військового бригадира (у 1921 році бригадири отримали інші знаки розрізнення які наблизили їх до полковників та віддалили від генералів).

### Канада
У Канаді ранг помічника комісара присутній лише в Королівській кінній поліції і є третім за значенням рангом.
Знаками розрізнення рангу є три чотирипроменеві зірки під короною як британського військового бригадира, але не як у канадського бригадного генерала.

### Ірландія
Керівником поліції Ірландії є комісар поліції. Безпосередніми підлеглими комісара є два заступники комісара, а також головний адміністративний офіцер. Також є дванадцять помічників комісара: по одному на кожен з 6 територіальних підрозділів, інші 6 керують певною сферою діяльності поліції.
Знаками розрізнення помічника комісара поліції є вінок з символом поліції у центрі на погоні.

### Нова Зеландія
Комісар поліції, голова поліції Нової Зеландії. Помічник комісара, є третім, за старшістю рангом у поліції. Помічники комісара відповідають за різні напрямки функціонування служби.
Знаками розрізнення рангу є три чотирипроменеві зірки під короною як британського та новозеландського військового бригадира.

### Мальта
У поліції Мальти вищим рангом є комісар поліції. Помічник комісара поліції є третім за старшістю рангом поліції (після комісара та заступника комісара).
Знак звання, який використовують помічники комісарів у поліції Мальти, є схрещені жезли у лавровому вінку, над якими чотирипроменева зірка Лазні. Ці знаки розрізнення схожі на знаки розрізнення британського генерал-майора. У британській поліції такі знаки розрізнення використовують: заступник головного констебля, помічник комісара Лондонського Сіті та заступник помічника комісара Столичної поліції Лондона.

### Сінгапур
У поліції Сінгапуру вищим рангом є комісар поліції. Помічник комісара поліції є четвертим за старшістю рангом поліції (після комісара та заступника комісара та першого помічника комісара).
Знак звання, який використовують помічники комісарів, є схрещені жезли у лавровому вінку, над якими чотирипроменева зірка Лазні. Ці знаки розрізнення схожі на знаки розрізнення британського генерал-майора.

### США
Деякі американські поліцейські установи використовують звання «комісар» для керівника департаменту поліції. У різних установах це може бути головний офіцер поліцейського відомства, цивільний керівник поліцейського відомства чи член ради цивільних осіб, які наглядають за поліцейськими установами. У випадках коли комісар поліції це вищий офіцер поліції, в штаті можуть бути співробітники які мають ранг заступника комісара та помічника комісара.
У зв'язку з тим, що в різних департаментах поліції існують різноманітні системи ієрархії звань, знаки розрізнення помічників комісара можуть в них різниться. За знаки розрізнення можуть використовувати знаки розрізнення армійського зразка, як у тризіркового генерала (Дорожня поліція Каліфорнії) чи однозіркового генерала (Дорожня поліція Оклахоми).

## Знаки розрізнення комісара різних країн

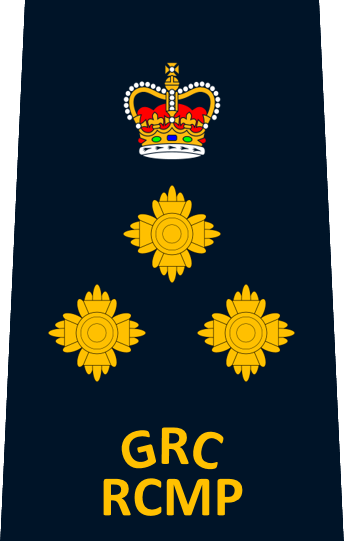
Канадська королівська кінна поліція
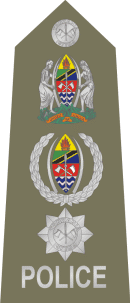
Поліція Танзанії
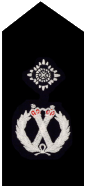
Федеральна поліція Австралії
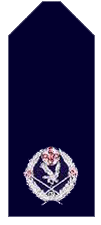
Поліція штату Новий Південний Уельс (Австралія)
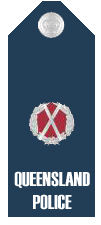
Поліція штату Квінсленд (Австралія)
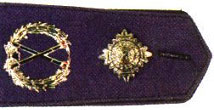
Поліція Мальти
Поліція Сінгапуру
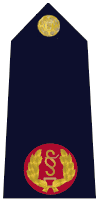
Поліція Ірландії
Дорожня поліція Каліфорнії